# 保迪·丹尼爾
保迪·丹尼爾（匈牙利語：Böde Dániel，1986年10月24日—）是匈牙利的一位職業足球員，在場上的位置是前鋒。他現在效力於匈牙利足球甲級聯賽球隊帕克斯足球俱樂部。他也是匈牙利國家足球隊的成員，並且入選了匈牙利2016年歐洲國家盃參賽名單。